# 오늘은 왕
"오늘은 왕"은 1966년 공개된 대한민국의 영화이다.

## 배역
- 신성일
- 고은아
- 남정임
- 문정숙
- 이순재
- 트위스트 김
- 정민
- 윤인자
- 오현경

## 수상
- 1966년 제4회 청룡영화상
  - 미술상 - 노인택
- 제1회 남도영화상
  - 여우조연상 - 윤인자
- 1967년 제3회 백상예술대상
  - 신인상 - 남정임